# Бираги, Кристиано
Кристиа́но Бира́ги (итал. Cristiano Biraghi; 1 сентября 1992, Чернуско-суль-Навильо, Италия) — итальянский футболист, левый защитник и капитан клуба «Фиорентина» и сборной Италии. Выступает на правах аренды за клуб «Торино».

## Клубная карьера
Первым клубом Бираги стал миланский «Интернационале», за молодёжную команду которого защитник играл с 2005 года. Для получения игровой практики перешел в клуб Серии С «Про Сесто». Начинал свою карьеру на позиции полузащитника, но со временем переквалифицировался в левого защитника. За «Интер» провёл несколько товарищеских матчей, участвовал в летнем туре-2010 и забил гол в Pirelli Cup, который помог «черно-синим» обыграть в финале «Манчестер Сити» (3:0) и выиграть кубок.
Дебютировал за команду 24 ноября 2010 года в матче Лиги чемпионов 2010/11 против «Твенте», заменив Горана Пандева. В это время лазарет «сине-черных» был переполнен, что позволило таким молодым игрокам как Кристиано проявить себя, сыграв несколько матчей за основную команду. Одной из таких встреч стал поединок против «Вердера» из Бремена, завершившийся победой «музыкантов» со счётом 3:0.
В июле 2011 года игрока арендовал клуб Серии Б «Юве Стабия», за который защитник дебютировал 27 августа 2011 года в матче-открытии сезона против «Эмполи».
Спустя год, Кристиано перешёл на правах аренды с опцией выкупа в команду Серии Б «Читтаделла». Летом 2013 года клуб выкупает Бираги и заключает с ним полноценный контракт за 150 тысяч евро («Интер» вернул «Читтаделле» компенсацию в размере 50 тысяч евро за аренду игрока).
2 сентября 2013 года «Катания» объявила об аренде игрока за 300 тысяч евро.
В июне 2014 года «Интер» вернул своего воспитанника за 610 тысяч евро. Контракт заключён сроком на 4 года.
6 июля 2014 года Бираги на правах аренды на два года отправился в «Кьево».
За 3 дня до закрытия летнего трансферного окна-2015 защитник перешёл в клуб испанской Ла Лиги «Гранаду», на правах годовой аренды.
11 июля 2016 года новичок Серии А «Пескара» выкупил у миланцев права на футболиста. В тот же день из «Интера» также были подписаны Рей Минай (аренда) и Джанлука Капрари (сине-черные купили игрока и сразу же отдали в аренду). По этогам сезона клуб вылетел из Серии А.
15 августа 2017 года Кристиано на правах аренды с правом выкупа присоединился к «Фиорентине».

## Карьера в сборной
Под руководством тренера Чиро Феррары, 17 ноября 2010 года дебютировал за молодежную сборную Италии в товарищеском матче против Турции на позиции левого защитника. В этом матче в оборонительной линии находились его бывшие одноклубники Джулио Донати и Лука Кальдирола.
В августе 2010 года вместе с Феличе Наталино получил первый вызов в сборную на отбор к молодёжному Евро-2011. В следующем месяце дебютировал за сборную до 19 лет в матче со сборной Сербии. До этого также получал вызов в сборную в возрастной категории до 18 лет, но не провёл за неё ни одного матча.